# 妙国寺 (会津若松市)
妙國寺（みょうこくじ）は、福島県会津若松市一箕町八幡字墓料78番地にある日蓮宗の本山（由緒寺院）。山号は宝光山。日什門流禹師寮法縁縁頭寺。

## 沿革・歴史
応永元年（1394年）、日什の誕生地であり墓所でもある当地に弟子の善如房日仁が開創した。開山以来日什霊廟の聖地としてその名を高めていたが、会津戦争の一連の中で慶應4年（1868年）8月23日に発生した会津若松城下での戦闘の際に飯盛山で自刃した白虎隊士を、当時の檀家肝煎であった吉田伊惣治が妙國寺に運んで埋葬した事から、広く一般にも存在が知られる事となった（境内には現在でも白虎隊の墓が残っている）。また藩主・松平容保が降伏した際には、妙國寺で1ヶ月間謹慎した。このような歴史的背景を持つ日什門流の名刹として、戦前に至るまで顕本法華宗別格本山であった。同宗は政府の意向により昭和16年（1941年）に日蓮宗及び本門宗と合同（三派合同）したが、戦後三派合同が解消されると大本山妙満寺・本山妙法寺・本山天妙國寺・本山寂光寺等200箇寺は分離し顕本法華宗を立宗する。一方で什門改革派180箇寺は日蓮宗に残留して「日蓮宗什師会」を組織し、妙國寺は日蓮宗什門四本山（妙國寺・本興寺・玄妙寺・妙立寺）の一つとして今日に至っている。現住は55世・伊藤日寛貫首。

## 伽藍
- 山門
- 本堂
- 梵鐘楼
- 什師廟
- 白虎隊墓所

## 旧末寺
日蓮宗は昭和16年に本末を解体したため、現在では、旧本山・旧末寺と呼びならわしている。
- 宝光山妙國寺（福島県会津若松市一箕町）
  - 妙國寺 末：久遠山法華寺（栃木県宇都宮市仲町）
    - 法華寺 末：了嚴山本岡寺（栃木県芳賀郡茂木町字茂木）
    - 法華寺 末：法光山妙顕寺（栃木県塩谷郡高根沢町大字上柏崎）
    - 法華寺 末：片岡山本経寺（栃木県矢板市片岡）

## アクセス
- 磐越西線・只見線会津若松駅より会津バス千石・神明線（千石町先回り）にて八角町下車。徒歩10分。